# Staffordshire bullterrier

## Eredete[1][2]
A 19. század elejéig Angliában nagy divatja a volt a bika és medvehecceknek. A kemény és barbár próbatételek, a kíméletlen szelekció miatt kitartó, bátor és magas fájdalom küszöbű ebeket eredményeztek. Ezek a kutyák voltak a korabeli angol bulldogok.
1835-ben Anglia egy új állatvédelmi törvénnyel állt elő mely fellépet a bikaheccekel szemben.. Az egykori nagy kiterjedésű vásártereket és köztereket felváltották a különböző arénák és pubok alaksorai. A bikák és medvék a helyett a kutyákat főként borzokkal, patkányokkal és egymással mérték össze. A kisebb arénákba pörgősebb, könnyebb testű kutyákra volt szükség. Így a korabeli sima szőrű vadász terrierekkel keresztezték a zömökebb bulldogokat. Az új keverékek szép lassan kiszorítottak a tiszta vérű angol bulldogokat. A legsikeresebb bull és terrier mixeket elkezdték egymás között tenyészteni mely a mai staffordshire bullterrier kialakulásához vezetett.

A fajtát 1935-ben ismerte el a Kennel Klub (KC) önálló fajtaként mely megnyitotta az utat a fajtának a kiállítások világába.

## Jelleme
A staffordshire bullterrier, amelyet néha angol staffinak is neveznek kiegyensúlyozott, értelmes, gyengéd és nagyon engedelmes kutya. Vidám természetű, ugyanakkor meglehetősen magabiztos. Általában nagyon bátor, és nem kíméli saját magát, megfelelően mozgékony és játékos kutya, amelynek lelkesedése gyakran már a szilajsággal határos. Állandóan figyeli a környezetét, és ha veszélyt észlel, ugatással jelez. Remekül alkalmazkodik: a vidéki gazdaságban ugyanolyan jól elél, mint egy városi lakásban. A gyerekekkel rendszerint nagyon jól kijön, nem bánja azt sem, ha kissé gorombább játékokat játsszanak vele, és ritkán érzi úgy, hogy lekezelik. Megfelelő szocializáció esetén a macskákkal és egyéb háziállatokkal sem lehet gondja. Nem szokta bántani a macskákat. Kölyökkorában jól érzi magát más kutyák között, de ha felnő, mindenképpen alkalmazkodik más kutyákhoz. A kan különösen engedékeny, főként más szukákkal szemben. Ha bajt észlel, ugatással jelzi, de egyébként nagyon barátságos másokkal.

## Méretei
Marmagasság: 35,5-40,5 cm között mozog
Testtömeg: kan: 12,7–17 kg; szuka: 11-15,4 kg
Várható élettartam: 0-14 év

## Híres kutyák[3]
Boxer: Egy angol katonai ezred kutyája volt. Egyiptomban leugrott a vonatról és a katonák azt hitték meghalt. Több mint 300 kilométert menetelt sivatagi vasútvonal mentén, hogy újra csatlakozzon az ezredéhez. A táborba beérve sajnos a kimerültség miatt összeesett.
Sui: A híres televíziós személyiség és természetvédő Steve Irwin kutyája volt. A krokodilvadász című műsorának számos epizódjában látható volt.
Jock: A Dél-afrikai szerző Sir James Percy FitzPatrick „Jock of the Bushveld” című regényének hőse és név adója.
Jim The Dandy: A Staffordshire BullTerrier standard „Jim The Dandy” paraméterei alapján lett megírva.

## Külső hivatkozások
- Staffordshire bullterrier fajtaleírás: egykoron harci eb, ma már bébicsősz
- Staffordshire bullterrier fajtaismertető a Kutya-Tárban
- Staffordshire bullterrier.lap.hu - linkgyűjtemény